# U 118 (U-Boot, 1941)
U 118 war ein deutsches U-Boot vom Typ X B, einer Klasse von U-Boot-Minenlegern, das im Zweiten Weltkrieg von der deutschen Kriegsmarine eingesetzt wurde. Bei seinen vier Feindfahrten versenkte es eine kanadische Korvette mit 925 t und 7 Toten sowie 3 Handelsschiffe mit insgesamt 14.199 BRT, wobei 57 Seeleute starben. Am 12. Juli 1943 wurde das U-Boot im Mittelatlantik durch acht US-amerikanische Trägerflugzeuge versenkt. Von den 59 Besatzungsmitgliedern starben 43, während 16 in US-amerikanische Kriegsgefangenschaft gerieten.

## Geschichte
Der Auftrag für das Boot wurde am 31. Januar 1939 an die Germaniawerft in Kiel vergeben. Die Kiellegung erfolgte am 1. März 1940, der Stapellauf am 23. September 1941, die Indienststellung unter Korvettenkapitän Werner Czygan fand schließlich am 6. Dezember 1941 statt. Die Patenschaft des Bootes übernahm der Kurort Bad Gastein (Land Salzburg).
Das Boot gehörte nach seiner Indienststellung am 6. Dezember 1941 bis zum 30. September 1942 als Ausbildungsboot zur 4. U-Flottille in Stettin. Nach der Ausbildung gehörte U 118 vom 1. Oktober 1942 bis zum 31. Oktober 1942 als Frontboot zur 10. U-Flottille in Lorient sowie vom 1. November 1942 bis zu seiner Versenkung am 12. Juni 1943 als Frontboot zur 12. U-Flottille in Bordeaux.
Wie viele deutsche U-Boote seiner Zeit trug auch U 118 ein Emblem am Turm: einen silbernen Krug auf blauem Grund. Es ist das Wappen von Bad Gastein, der Patenstadt des Bootes. Das Wappen wurde als Abzeichen von der Mannschaft auf den Schiffchen und Mützen getragen.
U 118 lief während seiner Dienstzeit zu vier Unternehmungen aus, auf denen vier Schiffe mit einer Tonnage von 14.989 BRT versenkt und drei Schiffe mit 13.065 BRT beschädigt wurden.

## Einsatzstatistik

### Erste Unternehmung
Das Boot lief am 19. September 1942 um 7.00 Uhr von Kiel aus und lief am 21. September 1942 um 4.15 Uhr in Kristiansand zur Brennstoffergänzung ein. Es lief noch am gleichen Tag um 13.00 Uhr wieder von Kristiansand aus und lief am 16. Oktober 1942 um 16.45 Uhr in Lorient ein. Auf dieser 28 Tage dauernden und zirka 3.700 sm über und 285 sm unter Wasser langen Unternehmung in den Nordatlantik, östlich von Neufundland, wurden keine Schiffe versenkt oder beschädigt. Es wurden fünf U-Boote versorgt.
- 4. Oktober 1942: Versorgung von U 410 mit 55 m³ Brennstoff und zwei Wochen Proviant.
- 4. Oktober 1942: Versorgung von U 607 mit 55 m³ Brennstoff und zwei Wochen Proviant.
- 5. Oktober 1942: Versorgung von U 216 mit 25 m³ Brennstoff.
- 7. Oktober 1942: Versorgung von U 615 mit 65 m³ Brennstoff und zwei Wochen Proviant.
- 7. Oktober 1942: Versorgung von U 599 mit 65 m³ Brennstoff und zwei Wochen Proviant.

### Zweite Unternehmung
Das Boot lief am 12. November 1942 um 17.00 Uhr von Lorient aus und lief am 13. Dezember 1942 um 15.45 Uhr wieder dort ein. Auf dieser 27 Tage dauernden und zirka 3.300 sm über und 213 sm unter Wasser langen Unternehmung in den Mittelatlantik, westlich von Gibraltar, wurden keine Schiffe versenkt oder beschädigt. Es wurden neun U-Boote versorgt.
- 21. November 1942: Versorgung von U 511 mit 42 m³ Brennstoff.
- 28. November 1942: Versorgung von U 564 mit 60 m³ Brennstoff und drei Wochen Proviant.
- 28. November 1942: Versorgung von U 519 mit 40 m³ Brennstoff und drei Wochen Proviant.
- 29. November 1942: Versorgung von U 86 mit 40 m³ Brennstoff und eine Woche Proviant.
- 29. November 1942: Versorgung von U 92 mit 80 m³ Brennstoff und drei Wochen Proviant.
- 30. November 1942: Versorgung von U 653 mit 60 m³ Brennstoff und zwei Wochen Proviant.
- 3. Dezember 1942: Versorgung von U 160 mit 20 m³ Brennstoff.
- 3. Dezember 1942: Versorgung von U 105 mit 20 m³ Brennstoff.
- 4. Dezember 1942: Versorgung von U 124 mit 20 m³ Brennstoff.

U 118 lief am 17. Januar 1943 um 16.30 Uhr von Lorient aus, und lief am 18. Januar 1943 um 9.30 Uhr in Brest ein. Das Boot war vom 19. bis zum 21. Januar 1943 im Dock von Brest. Danach erfolgte die Ausrüstung mit Minen.

### Dritte Unternehmung
Das Boot lief am 25. Januar 1943 um 16.30 Uhr von Brest aus und lief am 26. Februar 1943 um 9.00 Uhr in Bordeaux ein. Auf dieser 32 Tage dauernden und zirka 3.500 sm über und 321 sm unter Wasser langen Unternehmung, auf der 66 Minen vor der Straße von Gibraltar gelegt wurden, in den Mittelatlantik, wurden drei Schiffe mit 14.064 BRT versenkt und drei Schiffe mit 13.065 BRT beschädigt (durch Minen). Es wurden neun U-Boote versorgt.
- 7. Februar 1943: Versenkung des britischen Dampfers Baltonia (Lage) mit 2.013 BRT. Der Dampfer wurde durch einen Minentreffer versenkt. Er hatte 1.215 t Orangen sowie 6 t Stückgut geladen und befand sich auf dem Weg von Sevilla und Gibraltar nach Belfast. Das Schiff gehörte zum Konvoi MKS-7 mit 65 Schiffen. Es gab zehn Tote und 52 Überlebende.
- 7. Februar 1943: Versenkung des britischen Motorschiffes Mary Slessor (Lage) mit 5.027 BRT. Das Schiff wurde durch einen Minentreffer versenkt. Es hatte Stückgut geladen und befand sich auf dem Weg von Algier und Gibraltar nach Liverpool. Das Schiff gehörte zum Konvoi MKS-7 mit 65 Schiffen. Es gab 32 Tote und 48 Überlebende.
- 7. Februar 1943: Versenkung des britischen Dampfers Empire Mordred (Lage) mit 7.024 BRT. Der Dampfer wurde durch einen Minentreffer versenkt. Er fuhr in Ballast und war auf dem Weg von Bona und Gibraltar nach Großbritannien. Das Schiff gehörte zum Konvoi MKS-7 mit 65 Schiffen. Es gab 15 Tote und 55 Überlebende.
- 10. Februar 1943: Beschädigung des spanischen Dampfers Duero mit 2.008 BRT. Der Dampfer wurde durch einen Minentreffer beschädigt. Er war auf dem Weg von Barcelona nach Cádiz.
- 22. Februar 1943: Beschädigung des norwegischen Tankers Thorsholm mit 9.937 BRT. Der Tanker wurde durch einen Minentreffer beschädigt. Das Schiff gehörte zum Konvoi GUS-4.
- 22. Februar 1943: Beschädigung des britischen Zerstörers Wivern mit 1.120 t. Der Zerstörer wurde bei der Rettungsaktion für die sinkende Korvette Weyburn durch deren explodierenden Wasserbomben beschädigt.
- 23. Februar 1943: Versenkung der kanadischen Korvette Weyburn (Lage) mit 925 t. Die Korvette wurde durch einen Minentreffer versenkt. Es gab sieben Tote.
- 8. Februar 1943: Versorgung von U 176 mit 15 m³ Brennstoff und eine Woche Proviant.
- 11. Februar 1943: Versorgung von U 175 mit 30 m³ Brennstoff und eine Woche Proviant.
- 12. Februar 1943: Versorgung von U 214 mit 20 m³ Brennstoff und eine Woche Proviant.
- 13. Februar 1943: Versorgung von U 558 mit 30 m³ Brennstoff und zwei Wochen Proviant.
- 13. Februar 1943: Versorgung von U 258 mit 30 m³ Brennstoff und zwei Wochen Proviant.
- 13. Februar 1943: Versorgung von U 202 mit 31 m³ Brennstoff und zwei Wochen Proviant.
- 14. Februar 1943: Versorgung von U 87 mit 30 m³ Brennstoff und eine Woche Proviant.
- 14. Februar 1943: Versorgung von U 264 mit 30 m³ Brennstoff und zwei Wochen Proviant.
- 14. Februar 1943: Versorgung von U 504 mit 71 m³ Brennstoff und drei Wochen Proviant.

### Vierte Unternehmung

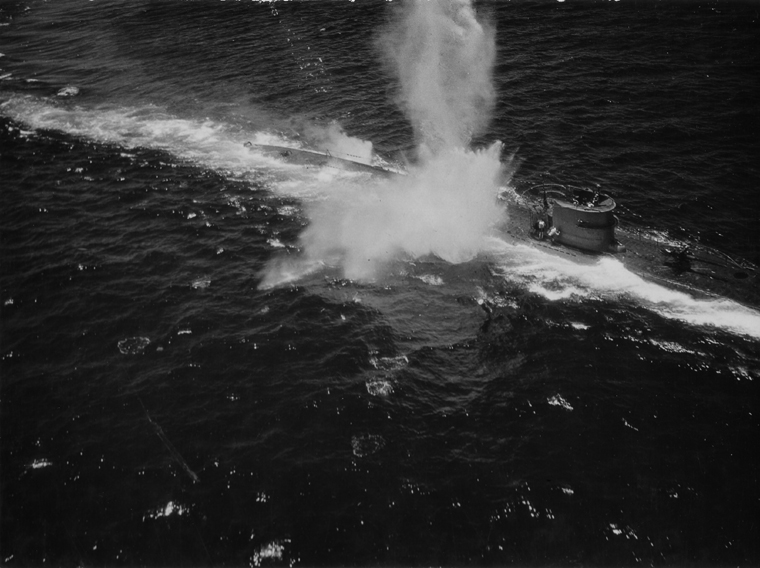
Bombentreffer

Das Boot lief am 25. Mai 1943 von Bordeaux aus und wurde am 12. Juni 1943 aufgrund von entzifferten ENIGMA-Funksprüchen versenkt. Auf dieser 19 Tage dauernden Unternehmung in den Mittelatlantik, den Kanarischen Inseln und südwestlich der Azorischen Inseln (U 118 sollte 66 Minen vor Halifax legen) versenkte oder beschädigte es selbst keine Schiffe und versorgte auch keine U-Boote. (U 118 übernahm am 10. Juni 1943 50 m³ Brennstoff von U 460).

## Verbleib
Das Boot wurde am 12. Juni 1943 im Mittelatlantik westlich der Kanarischen Inseln durch vier Avenger und vier Wildcat-Flugzeuge der Squadron VC-9 des US-Geleitträgers Bogue auf der Position 30° 49′ N, 28° 21′ W im Marine-Planquadrat DG 5563 mit 14 Wasserbomben versenkt. Es gab 43 Tote – darunter auch der Kommandant Korvettenkapitän Werner Czygan – und 16 Überlebende, die von der Besatzung des US-amerikanischen Zerstörers Osmond Ingram zum Teil schwer verletzt gerettet wurden und in US-amerikanische Kriegsgefangenschaft kamen. Zunächst waren es 17 U-Boot-Fahrer aus U 118, darunter kein Offizier, die an Bord der Osmond Ingram geholt wurden, doch der Matrosenobergefreite Wilhelm Ervin starb nur wenige Minuten danach an seinen Verwundungen und wurde in Anwesenheit eines Kameraden seebestattet. Zwei schwer verwundete Gefangene wurden an Bord der Osmond Ingram operiert. Am 20. Juni 1943 wurden die Gefangenen in Naval Station Norfolk in den USA an Land gebracht. Die beiden Schwerverwundeten kamen in ein Krankenhaus, während die übrigen 14 Gefangenen zum Verhör nach Fort Meade (Maryland) sowie Fort Hunt bei Alexandria (Virginia) gebracht wurden.
Als eine wesentliche Ursache für die Entdeckung des Boots wird die erfolgreiche amerikanische Entzifferung des von den U-Booten benutzten Schlüsselnetzes „Triton“ angesehen, das zur Verschlüsselung des Funkverkehrs mit dem BdU benutzt wurde. Ab April 1943 waren hierzu im U.S. Naval Computing Machine Laboratory mehr als 120 speziell entwickelte Desch-Bombes gefertigt worden, die gegen die von der Kriegsmarine verwendete Enigma-M4 gerichtet waren.

## Verhör

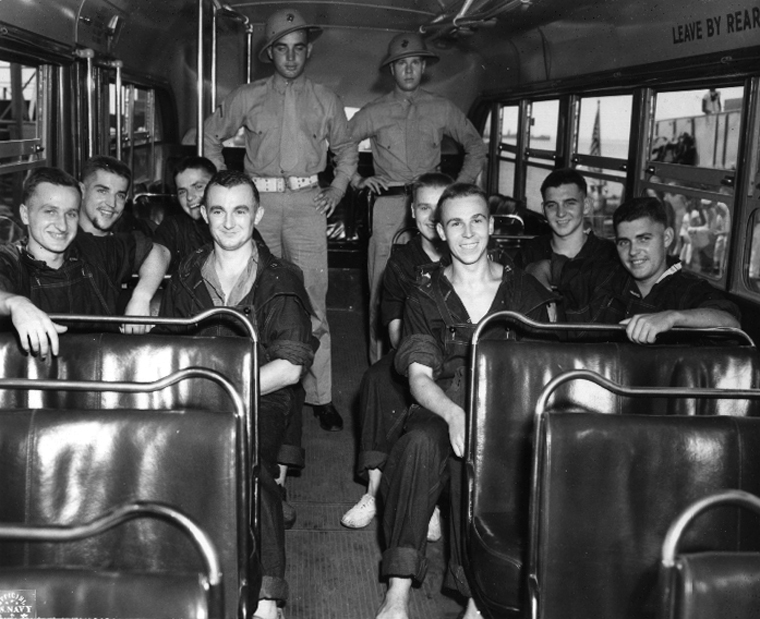
Ankunft der Gefangenen von U 118 am 20. Juni 1943 in einem Bus in Naval Station Norfolk. Der zweite von links ist Werner Drechsler.

Die Mannschaft wurde routinemäßig in der Gefangenschaft verhört. Der Mechanikerobergefreite Werner Drechsler, 23 Jahre, zeigte sich dabei sehr kooperativ und wurde von der U.S. Naval Intelligence sieben Monate lang als Spitzel eingesetzt. Nach Abschluss dieser Tätigkeit wurde er irrtümlich in das Gefangenenlager Camp Papago Park, Phoenix, Arizona verlegt, wo auch andere U-Boot-Fahrer einsaßen. Dort wurde er noch am Tag seiner Ankunft enttarnt und von Mitgefangenen ermordet. In der Folge wurden sieben angeblich in die Tat verwickelte Gefangene von einem amerikanischen Kriegsgericht zum Tode verurteilt und in Fort Leavenworth, Kansas hingerichtet.